# روزگار شیرین
روزگارِ شیرین، رمانی نوشته مصطفی عزیزی.

## دربارهٔ کتاب
رمان مربوط به زندگی زنی ست به نام شیرین که به اتهام قتل همسرش تحت بازجویی زندگی خود را روایت می‌کند. مصطفی عزیزی این رمان را در زندان اوین نوشته است و به گفته‌ی خود او فضای انفرادی و بازجویی خودش را تحت قالب این رمان ارائه داده است.
این رمان شامل مقدمه‌ای است که نویسنده توضیح می‌دهد نخست این رمان را به‌صورت فیلم‌نامه نوشته و سپس از روی فیلم‌نامه رمان را بازنویسی کرده است.

## بخش‌های کتاب
رمان از سه ockquote>«هنگامی که فیلم‌نامه‌ی «چشم‌بند» را نوشتم و هیچ امیدی نداشتم که نرود کنار فیلم‌نامه‌های نوشته شده‌ی قبلی و خاک نخورد تصمیم گرفتم از روی آن «رمانی» اقتباس کنم که شد «روزگارِ شیرین.»
- داستان

بخشی از داستان در پشت جلد چاپ شده است:
وقتی فهمیدم پدر و مادرم آن‌هایی نیستند که بزرگم کردند سهراب‌وار به جستجوی هویت و اصل و نسبم افتادم که رسیدم به آقای سوهانی و بعد مادر را یافتم و با او و چند شاخه گل سرخ آمدیم بر سر مزاری که مادر نمادین برای پدر ساخته بود وقتی گفتم پس پدر در کجا خاک است گفت: «در جایی در سرزمین شرق. تمام خاوران مزار اوست.
- پساداستان

در پساداستان شرحی از بازی مافیا آمده است. از بازی مافیا در داستان استفاده شده است.
«مافیا بازی گروهی است که نبرد بین اقلیتی آگاه و اکثریتی ناآگاه را شبیه‌سازی می‌کند. نقش‌های بازی‌کنان به طور مخفیانه و با کارت‌های بازی  تعیین می‌شوند و به دو گروه کلی «شهروند» و «مافیا» تقسیم می‌شوند. یک نفر گرداننده‌ی بازی‌ست که کارت‌ها یا برگه‌هایی را که روی آن‌ها «نقش‌ها» نوشته شده است تقسیم کرده بازی را اداره می‌کند. به او «خدا» یا «دانای کل» گفته می‌شود. بازی‌کنان تنها از تعداد مافیا و نقش‌ها خبر دارند. بازی در هر مرحله به دو بخش «شب» و «روز» تقسیم می‌شود.»

## بخشی از رمان
برای آشنایی با شیوه روایتی کتاب بخشی از آن نقل می‌شود:
شیرین که مکث کرد تا جمله‌ی بعدی را سر هم کند بازجو از فرصت استفاده کرد و گفت: 
- قبول دارم اما مادر شدن همون قد که رنج و مشقت داره لذت هم داره. بی‌خود نیس که بهشت زیر پای مادرانه، بی‌خوده؟ کمه؟
شیرین کم‌کم از کرختی و جوزدگی خارج می‌شد و همان‌طور که اضطراب و وحشت از محیط کاهش پیدا می‌کرد او بیش‌تر خودش می‌شد و واکنش‌های عادی انسانی‌اش مثل خشم‌های ناگهانی و آرام‌شدن‌های آنی به سراغ‌اش می‌آمد. یک لحظه فراموش کرد که کجا نشسته است و آن‌که «بهشتِ زیرِ پایِ مادران» را پیش کشیده است کیست. انگار که در «کاخ دوشین است» و درگیر یکی از بحث‌های بی‌پایان همیشگی، همان‌طور هیجانی و  شر و شوری عصبانی‌طور پراند که:
- نه، کم نیست به شرط این‌که بالای بهشت، جهنم نباشه...

## چگونگی نوشتن
مصطفی عزیزی در مقاله‌یی شرح نسبت مفصلی در مورد چگونگی شکل‌گیری ایده‌ی اولیه در بند دو الف و نوشتن آن به صورت فیلم‌نامه در ذهن و سپس نوشتن فیلم‌نامه و اقتباس از آن به صورت رمان در بند هشت زندان اوین داده است.
روز دوم بازجویی عکسی از شکاف زیر آینه‌ی یک طرفه‌یی که من خود را در آن می‌دیدم، و آن که آن‌سوی آینه نشسته بود مرا، بیرون آمد. عکس را از صفحه‌ی فیسبوکم برداشته بودند. چیز خاصی نبود حضور در اجتماعی در میدان مل‌لست‌من بود در اعتراض به وقایع ۳۵۰. دیدن عکس خاطراتی را برای‌ام زنده کرد و وقایع آن روز از خاطرم گذشت. قرار بود در برگه بازجویی در مورد عکس بنویسم. همان موقع طرح فیلمی در ذهنم جرقه زد. «چه می‌شد اگر زندانی هنگام بازجویی عکس‌هایی را می‌دید و خاطراتی در ذهن‌اش شکل می‌گرفت اما چیز دیگری می‌نوشت و دو روایت از موضوعی واحد مطرح می‌شد و بعد بازجو هم می‌توانست روایت سوم را اضافه کند.»...

## نقدها
در مدت چند ماهی که از انتشار این کتاب می‌گذرد نقدهای متعددی بر آن نوشته شده‌است.
- هومن ظریف در روزنامه اطلاعات:

«مصطفی عزیزی»،با جنسیت مخالف با جنسیت«شیرین»،که در واقع نویسنده برای روایتی به بهانه برخی مسائل اجتماعی معاصر است؛ یکی از چالش های بزرگ ذهنی نویسنده را نیز ایجاد کرده است. زیرا باید با رفتار شناسی بانوان،نوع تکلم،جهان بینی پرشور و احساس و عصبیت های موسمی کاراکترش نیز کنار می آمده است که نگاه نقادانه به این دشواری و همذات پنداری صعب،کمتر می تواند از نویسنده ایراد بگیرد.
کما اینکه تجربه های موفق و کلاسیکی از این نوع انتخاب جنس مخالف برای بیان احساسات نویسنده در تاریخ ادبیات داستانی وجود دارد.از امیل زولا و تولستوی برای خلق بانوان «نانا» و «آنا کارنینا» بگیرید تا جین آوستن و خواهران برونته که ویژگی های دقیق و موفقی از شخصیت های مرد داستان خود را شرح داده اند.
- محمدرضا نیک‌نژاد در روزنامه شهروند:

و همین‌گونه است که داستان «روزگار شیرین» پیش می‌رود و دست خواننده را می‌گیرد و از رویدادهای مهم تاریخی می‌گذراند و به سوی سرنوشت پایانی شیرین می‌کشاند اما... ساختار داستان به‌گونه‌ای است که با شیرین بازداشت می‌شوی، با شیرین نگران می‌شوی، با شیرین می‌ترسی، با شیرین درازای سه‌ونیم متری انفرادی را می‌پیمایی، با شیرین از اکنون به گذشته پرواز می‌کنی و از گذشته پرت می‌شوی به اتاق بازجویی و می‌نشینی و کنجکاوانه گوش می‌سپاری به گفتگوی او با خودش در آینه‌ای که تنها
صداست!
- حامد احمدی در رادیو زمانه:

اما انگار مصطفی عزیزی براساس نگاه و بینش خود، رای‌اش به طور طبیعی در سبدِ زنان بوده- داستان یک شخصیت منفی یا نیمه‌منفی زن هم ندارد و حتی در قضاوت‌های‌اش خیانت‌های شیرین را هم بد نمی‌داند- اما شخصیت اصلی مرد، نه براساس رفتار و کردارش که طبق قضاوت نویسنده بد و منفی است و آقای سهرابی هم در بازگشت‌اش به ایران “محافظه‌کار” شده و جلو “صاحبانِ تازه به دوران رسیده قدرت” سر خم می‌کند و دو منتقد ادبی که می‌توانند نمایی از روشن‌فکران باشند هم برای بردن دل این “صاحبِ قدرت” مسابقه می‌گذارند. و این نگاه به طور مدام در داستان تسری پیدا می‌کند و پیوسته شخصیت‌ها را قضاوت می‌کند و به مخاطب اجازه نمی‌دهد که شخصیت‌ها را با تمام بالا و پائین‌های‌شان تماشا بکند و یک‌جایی دوست‌شان داشته باشد و جای دیگر ازشان بدش بیاید.
- حسن زرهی در مجله شهروند تورنتو:

عزیزی موفق شده است صورت پذیرفتنی از روایت رمان در محور زندان و بازجویی و آزار دستکم غیر جسمی را رقم زند. با این‌که طرح و توطئه داستان محور سیاسی به معنای خاصش را دارد، و ندارد، در چشم ‌انداز بزرگ‌تر نویسنده از تجربه‌ های زندان خود بهره برده است تا رمان را روایت کند، و بسیاری از تمهیداتی که در رمان هست هم‌خوان با شیوه‌ های بازجویی در بند ویژه زندان سپاه پاسداران جمهوری اسلامی است. اما هیچ‌کدام این‌ها نویسنده را به دام قربانی کردن قصه به دلیل سیاست‌ زدگی نینداخته است.